# Persona 5
Persona 5 (jap. ペルソナ5 Perusona Faibu) – komputerowa gra fabularna, stworzona przez studio Atlus. Jest szóstą częścią cyklu Persona, będącego spin-offem serii Shin Megami Tensei. Została zapowiedziana w 2013 roku. We wrześniu 2016 roku została wydana w Japonii na platformach PlayStation 3 oraz PlayStation 4, natomiast premiera ogólnoświatowa odbyła się w kwietniu 2017 roku. Wydanie gry było wielokrotnie przekładane z powodu opóźnień produkcyjnych.
Persona 5 spotkała się z bardzo dobrym odbiorem krytyków i otrzymała liczne nagrody. Do końca 2017 roku została sprzedana w ponad 2 milionach kopii na całym świecie, dzięki czemu została najlepiej sprzedającym się tytułem w uniwersum Shin Megami Tensei.
Sceny anime wykorzystane w grze zostały stworzone przez Production I.G.

## Rozgrywka
Persona 5 to komputerowa gra fabularna, w której gracz wciela się w rolę ucznia o pseudonimie Joker, uczęszczającego do liceum we współczesnym Tokio.
Gra podzielona jest na dwa segmenty: świat rzeczywisty i związane z nim czynności oraz Metaverse – przestrzeń, kształtowaną przez ludzkie pragnienia i ambicje, w której bohater wraz z drużyną walczy w systemie turowym. Bohater może pogłębiać relacje z innymi postaciami, poprzez randki oraz wspólne spędzanie czasu, co przekłada się bezpośrednio na dodatkowe korzyści w walce podczas eksploracji Metaverse. Każda z relacji zawiera jedną przypisaną do niej kartę tarota, z odpowiadającymi jej arkanami, co podkreśla dane cechy bohaterów. Główny bohater może wykonywać inne czynności, jak tworzenie przedmiotów czy podejmowanie pracy w celach zwiększania swoich atrybutów.
Gracz może eksplorować dwa rodzaje lochów: Palaces, powiązane bezpośrednio z wydarzeniami w fabule oraz generowane losowo podziemia, Mementos.
Przeciwnikami są najczęściej Shadows – istoty, których projekt postaci oparty jest na mitologii oraz wierzeniach (przykładowo: Walkirie, Ra, Baphomet, Ganesha). Jeśli podczas przeszukiwania pałaców gracz zostanie wykryty lub ucieknie przed przeciwnikiem, rośnie wskaźnik wykrycia. Jeśli dojdzie on do setki, bohater zostaje automatycznie wyrzucony do świata rzeczywistego i będzie zmuszony do powrotu do pałacu następnego dnia. Tytułowe „persony” to manifestacje osobowości bohaterów. Postaci w drużynie używają jednej przypisanej im persony. Główny bohater posiada „dziką kartę”, która umożliwia mu zdobywanie innych person, za pomocą negocjacji z Shadows. Velvet Room umożliwia dodatkowe działania: persony mogą być łączone, w celu utworzenia kolejnych z nich; można je również poświęcić, by zwiększyć doświadczenie wybranych person lub stworzyć z nich przedmioty.

## Fabuła
Akcja dzieje się w 2016 roku w Tokio, w akademii Shujin. Podczas zajęć w szkole szesnastoletni bohater wraz ze swoim przyjacielem Ryujim Sakamoto dzięki aplikacji na telefonie wkracza do innego świata, zwanego Metaverse. Ich przewodnikiem zostaje antropomorficzny kot o imieniu Morgana. Razem z coraz większą grupą przyjaciół postanawia założyć organizację Phantom Thieves of Hearts, w celu rabunku serc skorumpowanych dorosłych oraz skłonieniu ich do powrotu na ścieżkę dobra.

## Odbiór gry
Persona 5 spotkała się z bardzo dobrym odbiorem recenzentów. Średnia na portalu Metacritic wynosi 93/100 na podstawie recenzji 98 krytyków. Otrzymała wyróżnienie dla najlepszej gry RPG podczas gali The Game Awards 2017. Została wysoko oceniona przez polskie serwisy branżowe – Gry-Online, gram.pl oraz Komputer Świat.

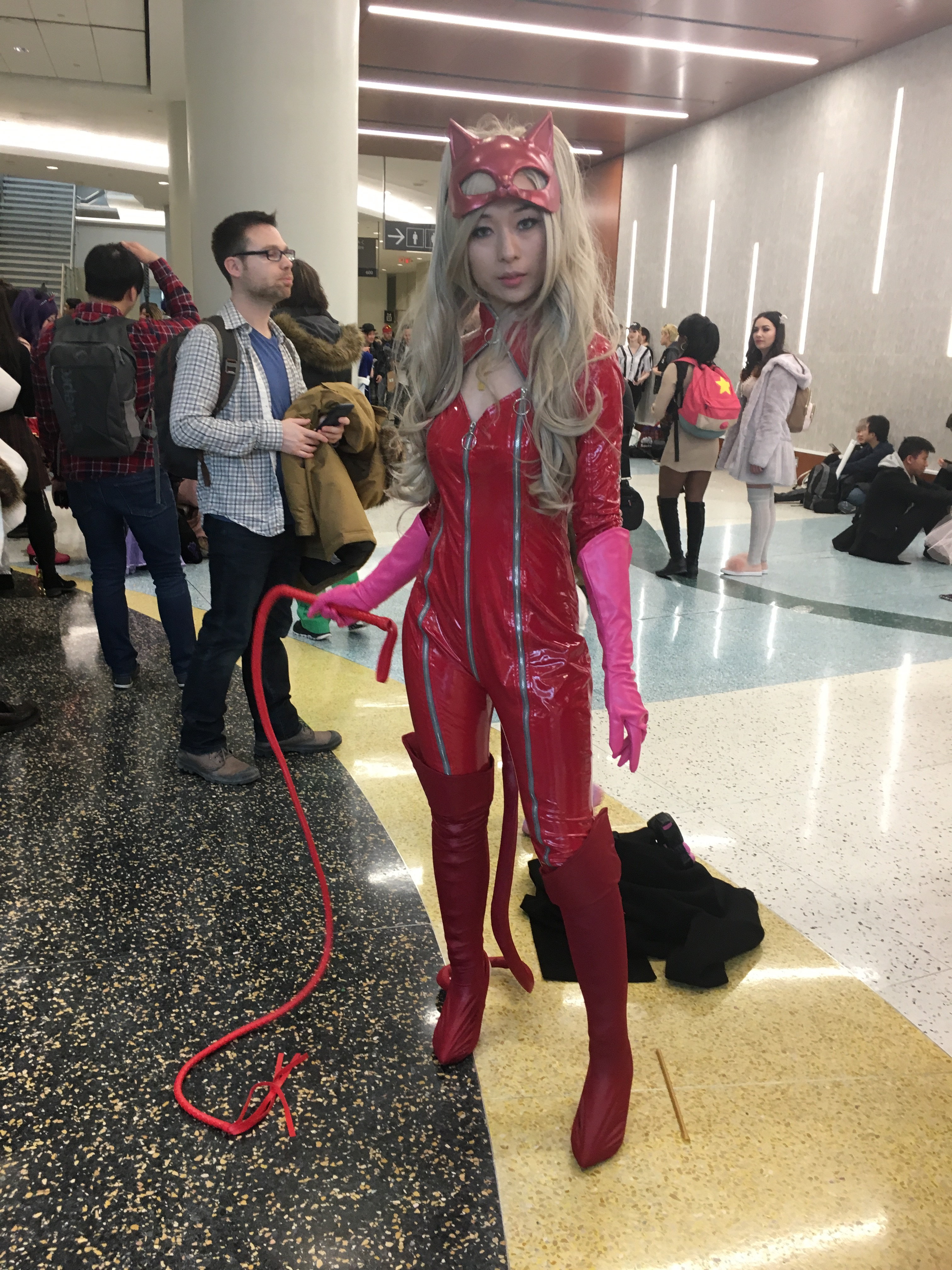
Cosplayerka Ceres Chan przebrana za postać Ann Takamaki podczas imprezy Toronto Comicon 2018

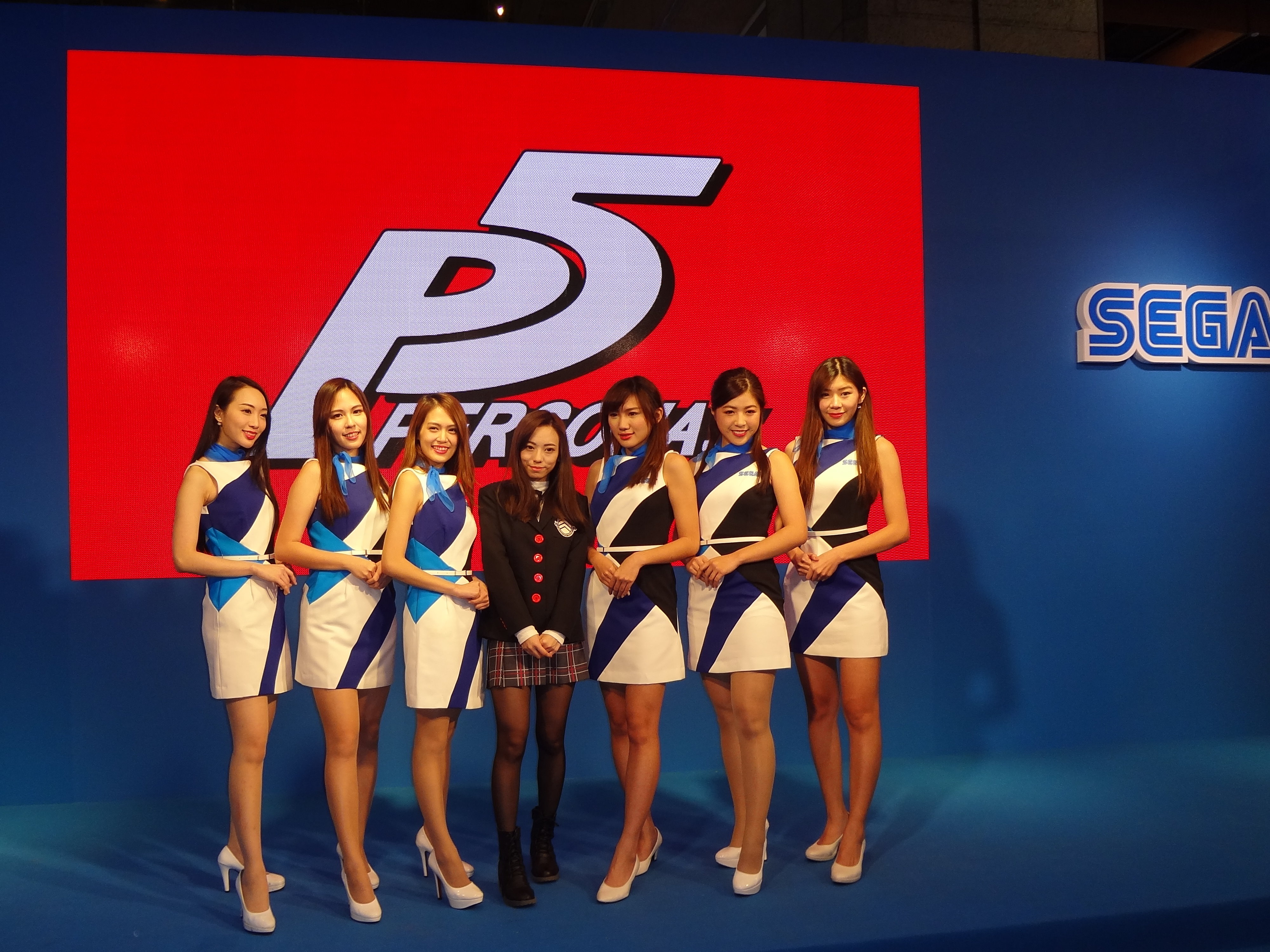
Modelki promujące grę podczas targów Taipei Game Show w 2017 roku

## Powiązania z grą
Na podstawie gry studio CloverWorks wyprodukowało anime, które emitowano w telewizji od 8 kwietnia do 30 września 2018 roku. Składa się ono z 26 odcinków, wyreżyserowanych przez Masashiego Ishihamę, zaś scenariusz napisał Shin’ichi Inotsume.